# Mark Consuelos
Mark Consuelos, de son vrai nom Mark Andrew Consuelos, né le 30 mars 1971 à Saragosse, (Aragon), est un acteur américano-espagnol.
Il est notamment connu pour interpréter le rôle de Hiram Lodge dans la série télévisée Riverdale.

## Biographie

### Jeunesse
Il est né à Saragosse en Espagne, son père Saul Consuelos est mexicain et sa mère, Camilla De Micheli est italienne. Il a un grand frère qui est médecin et une grande sœur qui est avocate. Il a vécu en Italie avant de déménager avec sa famille aux États-Unis à Lebanon dans l'Illinois. Après Mark et sa famille s'installent à Tampa en Floride. Consuelos parle couramment l'italien cependant il a déclaré ne pas savoir parler espagnol.

## Carrière
En 2017, il rejoint le casting à partir de la deuxième saison de la série Riverdale basée sur les personnages d'Archie Comics, pour interpréter le rôle de Hiram Lodge. En mai 2016, la série est officiellement commandée. Elle est diffusée depuis le 26 janvier 2017 sur le réseau The CW et aussi sur Netflix. Depuis avril 2023 co-animateur avec Kelly Ripa à l'émission Live! with Kelly and Mark.

### Vie privée
En 1995, il rencontre l'actrice et présentatrice américaine Kelly Ripa sur le tournage de La Force du destin. Après un an de romance, le couple se marie le 1er mai 1996 à Las Vegas. Ils ont eu trois enfants : Michael Joseph (né le 2 juin 1997), Lola Grace (née le 16 juin 2001) et Joaquin Antonio (né le 24 février 2003).

## Filmographie

### Cinéma

#### Longs métrages
- 2002 : Pride and Loyalty de Ken Del Vecchio : Bill, le policier
- 2002 : The Last Place on Earth de James Slocum : Un invité à la fête
- 2005 : Le Grand Raid (The Great Raid) de John Dahl : Caporal Guttierez
- 2006 : Ma super ex (My Super Ex-Girlfriend) d'Ivan Reitman : Steve Velard
- 2006 : Mariage Express (Wedding Daze) de Michael Ian Black : Morty
- 2010 : Top Cops (Cop Out) de Kevin Smith : Manuel
- 2014 : Balade entre les tombes (A Walk Among the Tombstones) de Scott Frank : Reuben Quintana
- 2016 : Ma vie de chat (Nine Lives) de Barry Sonnenfeld : Ian Cox
- 2016 : All We Had de Katie Holmes : Vic
- 2026 : Scream 7 de Kevin Williamson :

#### Court métrage
- 2012 : The Bensonhurst Spelling Bee de LP : Le père de Mike

### Télévision

#### Séries télévisées
- 1995-2001 / 2010 : La force du destin (All My Children) : Mateo Santos Sr. (132 épisodes)
- 2001 : Friends : Policier #1 (1 épisode)
- 2001-2003 : New York 911 (Third Watch) : Le père / Détective Ramon Valenzuela (2 épisodes)
- 2002 : American Family : Eduardo (2 épisodes)
- 2004-2006 : Missing : Disparus sans laisser de trace (Missing) : Antonio Cortez (saisons 2 et 3 ; 37 épisodes)
- 2005 : Jojo Circus (JoJo's Circus) : Mr Muscle (voix ; 1 épisode)
- 2005-2006 : La Star de la famille (Hope & Faith) : Gary Gucharez (10 épisodes)
- 2007 : New York, section criminelle (Law and Order: Criminal Intent) : Berner, l'avocat (1 épisode)
- 2007 : Connect with English : Alberto Mendoza (5 épisodes)
- 2008 : Ugly Betty : Détective Averaimo (1 épisode)
- 2011 : The Protector : Chuck Wyatt (1 épisode)
- 2012 : New York, unité spéciale (Law and Order: Special Victims Unit) : Matt Martinez (1 épisode)
- 2012 : I Hate My Teenage Daughter : Alejandro "Alex" Castillo (2 épisodes)
- 2012-2013 : Guys with Kids : Andy (2 épisodes)
- 2012-2013 : American Horror Story : Spivey (4 épisodes)
- 2013 : The New Normal : Chris (1 épisode)
- 2013 : Blue : Daniel (1 épisode)
- 2013-2014 : Alpha House : Andy Guzman (saisons 1 et 2 ; 21 épisodes)
- 2015 : Kingdom : Sean Chapas (5 épisodes)
- 2016-2017 : Reine du Sud (Queen of the South) : Teo Aljarafe (7 épisodes)
- 2016 : Pitch : Oscar Arguella (10 épisodes)
- 2016 : Difficult People : Joey (1 épisode)
- 2017 : The Night Shift : Dr. Cain Diaz (8 épisodes)
- 2017-2023 : Riverdale : Hiram Lodge / Javier Luna (principale saisons 2 à 5, invité saisons 6 et 7 ; 75 épisodes)
- 2019 : Broad City : Brad (1 épisode)
- 2020 : Katy Keene : Hiram Lodge (1 épisode)
- 2022 : Only Murders in the Buildings : Le père de Mabel (1 épisode)
- 2023 : How I Met Your Father : Juan (2 épisodes)
- 2024 : The Girls on the Bus : Biff De La Pena (6 épisodes)
- 2024 : Primos : Oncle Ivan (voix, 3 épisodes)

#### Téléfilms
- 2000 : M.K.3 de : Athos
- 2003 : Beautiful Girl de : Adam Lopez
- 2004 : The Legend of Butch and Sundance de Sergio Mimica-Gezzan : Sergent Sanchez
- 2008 : Pour l'amour de Grace (For the Love of Grace) de Craig Bryce : Steve Lockwood
- 2008 : Husband for Hire de Kris Isacsson : Bo
- 2009 : Mort en beauté (Killer Hair) de Jerry Ciccoritti : Tony Trujillo
- 2009 : Un crime à la mode (Hostile Makeover) de Jerry Ciccoritti : Tony Trujillo

### Producteur exécutif
- 2008 : The Streak de Jonathan Hock (téléfilm)
- 2009 : Masters of Reception (6 épisodes)
- 2011 : Off the Rez de Jonathan Hock (documentaire)
- 2011 : Dirty Soap (8 épisodes)
- 2012 : The Bensonhurst Spelling Bee de LP (court métrage)
- 2014 : American Cheerleader de David Barba et James Pellerito (documentaire)
- 2014 : Secret Guide to Fabulous (6 épisodes)
- 2015 : Cheerleaders New Jersey (29 épisodes)
- 2016 : My Diet Is Better Than Yours (8 épisodes)
- 2016 - 2017 : Joffrey Elite (21 épisodes)
- 2017 : Fire Island (7 épisodes)
- 2022 : Tout recommencer (Family Reboot) (6 épisodes)
- 2022 : Generation Gap (1 épisode)
- 2022 : The Disappearance of Cari Farver de Danishka Esterhazy
- 2022 : Let's Get Physical de Robin Hays
- 2022 - 2023 : House of Chico (7 épisodes)
- 2023 : Big RV Remix (10 épisodes)

## Récompenses
Sauf indication contraire, les informations mentionnées dans cette section peuvent être confirmées par la base de données cinématographiques IMDb,  présente dans la section « Liens externes ».
| Année | Prix                                  | Catégorie                                                               | Nomination                               | Résultat   |
| ----- | ------------------------------------- | ----------------------------------------------------------------------- | ---------------------------------------- | ---------- |
| 2018  | 20e cérémonie des Teen Choice Awards  | Meilleur vilain                                                         | Riverdale                                | Lauréat    |
| 2015  | Imagen Awards                         | Meilleur acteur - Télévision                                            | Alpha House                              | Nomination |
| 2005  | Imagen Awards                         | Meilleur acteur dans un second rôle - Télévision                        | Missing : disparus sans laisser de trace | Nomination |
| 2002  | 29e cérémonie des Daytime Emmy Awards | Meilleur acteur dans un second rôle dans une série télévisée dramatique | La force du destin                       | Nomination |
| 2002  | ALMA Awards                           | Acteur exceptionnel dans un feuilleton quotidien dramatique             | La force du destin                       | Nomination |
| 2001  | ALMA Awards                           | Acteur exceptionnel dans un feuilleton quotidien dramatique             | La force du destin                       | Nomination |
| 2000  | Soap Opera Digest Awards              | Meilleur jeune acteur exceptionnel                                      | La force du destin                       | Lauréat    |
| 2000  | ALMA Awards                           | Acteur exceptionnel dans un feuilleton quotidien                        | La force du destin                       | Nomination |
| 1999  | ALMA Awards                           | Acteur exceptionnel dans un feuilleton quotidien                        | La force du destin                       | Lauréat    |
| 1998  | ALMA Awards                           | Acteur exceptionnel dans un feuilleton quotidien                        | La force du destin                       | Lauréat    |
| 1998  | Soap Opera Digest Awards              | Romance la plus chaude avec Kelly Ripa                                  | La force du destin                       | Lauréat    |
| 1996  | Soap Opera Digest Awards              | Nouveau venu                                                            | La force du destin                       | Lauréat    |

## Voix françaises

### En France
| - Damien Ferrette dans : - La Légende de Butch et Sundance (téléfilm) - Missing : Disparus sans laisser de trace (série télévisée) - La Star de la famille (série télévisée) - Pour l'amour de Grace (téléfilm) - Ugly Betty (série télévisée) - Un crime à la mode (téléfilm) - Sylvain Agaësse dans : - Reine du Sud (série télévisée) - Ma vie de chat - Pitch (série télévisée) | - Laurent Maurel dans (les séries télévisées) : - Riverdale (voix principale) - Katy Keene - How I Met Your Father et aussi - Sébastien Finck dans American Horror Story (série télévisée) - Alexandre Gillet dans Balade entre les tombes - Sacha Petronijevic dans Kingdom (série télévisée) - Pierre Tessier dans Night Shift (série télévisée) - Boris Rehlinger dans Riverdale (voix de remplacement, série télévisée) |